# Otto Vergaerde
Otto Vergaerde (Gand, 15 luglio 1994) è un ciclista su strada e pistard belga che corre per il team Lidl-Trek. È professionista su strada dal 2014; su pista è stato invece campione europeo di scratch nel 2014 e medaglia di bronzo mondiale di americana nel 2015.

## Palmarès

### Strada

#### Altri successi
- 2011 (Juniores)

3ª tappa Sint-Martinusprijs Kontich (Kontich, cronosquadre)
- 2018 (WSA-Pushbikers)

Classifica scalatori Tour of Bihor

### Pista
- 2012

Campionati belgi, Scratch Junior
Campionati belgi, Americana Junior (con Jonas Rickaert)
Campionati belgi, Omnium Junior
- 2013

Campionati belgi, Velocità a squadre (con Robin Venneman e Laurent Wernimont)
Campionati belgi, Inseguimento a squadre (con Tiesj Benoot, Aimé De Gendt e Jonas Rickaert)
- 2014

Grand Prix of Poland, Scratch
Campionati europei, Scratch
Belgian Open, Scratch
Belgian Open, Corsa a punti

## Piazzamenti

### Grandi Giri
- Giro d'Italia

2022: 119º
2023: 97º
- Vuelta a España

2023: 113º
2024: 93º

### Classiche monumento
- Milano-Sanremo

2021: 118º
2023: 159º
- Giro delle Fiandre

2017: ritirato
2019: 91º
2020: 34º
2021: squalificato
2022: 79º
2024: 87°
- Parigi-Roubaix

2022: ritirato
2024: ritirato
- Liegi-Bastogne-Liegi

2014: ritirato
2015: ritirato
2016: 135º
2020: ritirato
2021: ritirato
2025: ritirato

### Competizioni mondiali
- Campionati del mondo su pista

Invercargill 2012 - Inseguimento a squadre Junior: 6º
Invercargill 2012 - Velocità a squadre Junior: 8º
Invercargill 2012 - Corsa a punti Junior: 6º
Invercargill 2012 - Americana Junior: 2º
Saint-Quentin-en-Yvelines 2015 - Scratch: 11º
Saint-Quentin-en-Yvelines 2015 - Americana: 3º

### Competizioni europee
- Campionati europei su pista

Anadia 2011 - Inseguimento a squadre Junior: 7º
Anadia 2011 - Corsa a punti Junior: 14º
Anadia 2011 - Americana Junior: 3º
Anadia 2012 - Inseguimento a squadre Junior: 9º
Anadia 2012 - Scratch Junior: 5º
Anadia 2012 - Americana Junior: 5º
Anadia 2013 - Inseguimento a squadre Under-23: 5º
Anadia 2013 - Scratch Under-23: 19º
Anadia 2013 - Americana Under-23: 12º
Apeldoorn 2013 - Americana: 7º
Anadia 2014 - Inseguimento a squadre Under-23: 6º
Anadia 2014 - Scratch Under-23: 4º
Anadia 2014 - Americana Under-23: 2º
Baie-Mahault 2014 - Scratch: vincitore
Baie-Mahault 2014 - Inseguimento a squadre: 12º
Baie-Mahault 2014 - Corsa a punti: 4º
Baie-Mahault 2014 - Americana: 2º
Atene 2015 - Inseguimento a squadre Under-23: 9º
Atene 2015 - Scratch Under-23: ritirato
Grenchen 2015 - Scratch: 14º
Montichiari 2016 - Inseguimento a squadre Under-23: 7º
Montichiari 2016 - Corsa a punti Under-23: 9º
Montichiari 2016 - Americana Under-23: 6º
- Campionati europei su strada

Alkmaar 2019 - Staffetta mista: 4º
Alkmaar 2019 - In linea Elite: ritirato